# 里卡多·沃爾夫
里卡多·沃爾夫博士（英語：Ricardo Wolf，希伯來語：‎，1887年—1981年）是一名具有猶太、德國、古巴、以色列等國籍的發明家、外交官、慈善家和前古巴駐以色列大使。是沃爾夫基金會（沃爾夫獎）的創立者。

## 早年生活
里卡多·沃爾夫於1887年出生於德國漢諾威，猶太社區的重鎮。共有14位兄弟姊妹。
在第一次世界大戰爆發前，里卡多·沃爾夫從德國移民到古巴，並成為他的第二個家。
1924年，他和一位1920年代網球冠軍Francisca Subirana結婚。

## 晚年生活
里卡多·沃爾夫在煉鐵工廠上班多年後，終於開發出了一項從冶煉的過程中回收鐵的製程。他的發明專利被全世界許多的鋼鐵廠所利用，並帶給他相當可觀的財富。
在經濟上和道義上的考量，沃爾夫決定資助菲德爾·卡斯楚發動古巴革命。為感激沃爾夫堅定不移的支持和認知他的個性，被菲德爾·卡斯楚任命作為外交官。 在1961年時擔任古巴駐以色列大使。直到1973年，古巴和以色列斷絕邦交關係沃爾夫才卸任大使的職務。
在沃爾夫生命的最後幾年，他決定保持以色列國籍並定居於以國直到逝世。1981年2月，沃爾夫博士在以色列海爾茲利亞逝世。

## 成立沃爾夫基金會
1975年，沃爾夫親手建立了沃爾夫基金會。而於1978年開始頒發沃爾夫獎。沃爾夫獎是表彰在農業、化學、數學、醫學、物理學和藝術等六個領域中有傑出表現的學者專家或研究人員。
其中，沃爾夫藝術獎是每年輪流在建築、音樂、繪畫和雕塑等四個領域頒發。
每個獎項包括文憑和100,000美元獎金。

## 外部連結
- 沃爾夫基金會 （页面存档备份，存于）